# Карло Рампіні
Карло Рампіні (італ. Carlo Rampini, * 25 жовтня 1891, Кандія-Ломелліна — † 28 березня 1968, Верчеллі) — італійський футболіст, нападник.
Відомий виступами за клуб «Про Верчеллі», а також національну збірну Італії.
П'ятиразовий чемпіон Італії.

## Клубна кар'єра
У дорослому футболі дебютував 1908 року виступами за команду клубу «Про Верчеллі», кольори якої і захищав протягом усієї своєї кар'єри гравця, що тривала сім років. Відзначався надзвичайно високою результативністю, забиваючи в іграх чемпіонату в середньому більше одного голу за матч. За цей час п'ять разів виборював титул чемпіона Італії.

## Виступи за збірну
1911 року дебютував в офіційних матчах у складі національної збірної Італії. Протягом кар'єри у національній команді, яка тривала усього 3 роки, провів у формі головної команди країни 8 матчів, забивши 3 голи. У складі збірної був учасником футбольного турніру на Олімпійських іграх 1912 року у Стокгольмі.

## Титули і досягнення
- Чемпіон Італії (5):

«Про Верчеллі»: 1908, 1909, 1910–11, 1911–12, 1912–13